# ジョージ・ベンソン
ジョージ・ベンソン（George Benson、1943年3月22日 - ）は、アメリカ合衆国ペンシルベニア州ピッツバーグ出身のジャズギタリスト、歌手。

## バイオグラフィ
幼少の頃よりプロの道を目指す。1963年、ジャック・マクダフ（ブラザー・ジャック・マクダフ）のバンドに加入。初期のベンソンは、泥臭いソウル・ジャズを演奏していた。1964年、マクダフのサポートを得て、『ザ・ニュー・ボス・ギター・オブ・ジョージ・ベンソン』でバンド・リーダーとしてもデビューする。1968年には、マイルス・デイヴィスの初のエレクトリック・ジャズ・アルバム『マイルス・イン・ザ・スカイ』のレコーディングに参加。
ソウル・ジャズ時代に、彼はロニー・スミスとも共演した。ジャズ・ギターの演奏スタイルは、ウェス・モンゴメリーやジョー・パスらの影響がうかがえる。初期のソウル・ジャズから、1970年代後半にはフュージョン系に転じた。1976年にワーナー・ブラザース・レコードに移籍、この年に発表したアルバム『ブリージン』はプロデューサーにトミー・リピューマを迎え、彼の代表作となるほどにヒットした。このアルバムに収録されたシングル「マスカレード (This Masquerade)」はポップ・チャートでもヒットした。以後ボーカル曲も積極的に取り入れた。
1980年の『ギヴ・ミー・ザ・ナイト』ではクインシー・ジョーンズを制作に迎え、シングル「ギヴ・ミー・ザ・ナイト」をヒットさせた。さらにアレサ・フランクリンとのデュエット曲「Love All The Hurt Away」(1981年のアルバム『想い出の旅路』に収録)や、シングル「ターン・ユア・ラブ (Turn Your Love Around)」(1982年)をヒットさせた。やがてベンソンはカシーフと組んで、ダンサブルなブラコンのシングルも発表し、ブラック・コンテンポラリーの有名歌手の一人となった。彼は1980年代には「レイディ・ラヴ・ミー」「シヴァー」「キッセズ・イン・ザ・ムーンライト」などもヒットさせている。アルバム20/20(1984年)等、歌手に特化したアルバムも発売した。1984年には、シングル「Nothing's Gonna Change My Love for You」（変わらぬ想い）をリリースしている。
1994年に「ターン・ユア・ラブ (Turn Your Love Around)」をサンプリングしたEAST END×YURIの『DA.YO.NE』が日本で流行したが、作曲者のビル・チャンプリンらの許可を得ずに使用していた。彼らは使用料の支払いで和解している。
1996年よりGRPレコードに所属。2006年にはコンコード・レコードのモンスター・ミュージックに移り、アル・ジャロウとの共作『ギヴィン・イット・アップ』を発表。2009年には音楽活動をほぼ停止していた、スモーキー・ロビンソンやビル・ウィザースらを作曲陣に迎え、『ソングス・アンド・ストーリーズ』を発表。バック・ミュージシャンも活動を停止したTOTOの主要メンバー等豪華なメンバーを取り揃えている。
逆アングルによる正確無比かつ高速のフルピッキング、ギターによる流麗なフレージング、ウェス・モンゴメリーの系譜を受け継ぐオクターヴ奏法とその発展形であるオクターヴ+五度奏法、洗練されたフュージョン・サウンドなどが特徴である。奏法にはジャンゴ・ラインハルトや、ウェス・モンゴメリーらの影響が見られる。歌詞のない即興の歌唱であるスキャットを得意としている。ギターソロとスキャットをシンクロさせている。ノーマン・ブラウンをはじめ若手ギタリストに、そのスタイルのフォロワーが存在する。ベーシストでは、ネイザン・イースト、リチャード・ボナにベンソン流儀のソロ&スキャットの影響がうかがえる。

## ディスコグラフィ

### スタジオ・アルバム
- 『ザ・ニュー・ボス・ギター・オブ・ジョージ・ベンソン』 - The New Boss Guitar of George Benson (1964年、Prestige) ※with the Brother Jack McDuff Quartet
- 『イッツ・アップタウン』 - It's Uptown (1966年、Columbia) ※The George Benson Quartet名義
- 『ザ・ジョージ・ベンソン・クックブック』 - The George Benson Cookbook (1967年、Columbia) ※The George Benson Quartet名義
- 『ジブレット・グレイヴィ』 - Giblet Gravy (1968年、Verve)
- 『シェイプ・オブ・シングス・トゥ・カム』 - Shape of Things to Come (1968年、A&M)
- 『グッディーズ』 - Goodies (1968年、Verve)
- 『テル・イット・ライク・イット・イズ』 - Tell It Like It Is (1969年、A&M)
- 『アビイ・ロード』 - The Other Side of Abbey Road (1970年、A&M)
- 『ビヨンド・ザ・ブルー・ホライゾン』 - Beyond the Blue Horizon (1971年、CTI) ※旧邦題『青い地平線』
- 『ホワイト・ラビット』 - White Rabbit (1972年、CTI)
- 『ボディ・トーク』 - Body Talk (1973年、CTI)
- 『バッド・ベンソン』 - Bad Benson (1974年、CTI) ※1976年に『Take Five』として再発
- 『グッド・キング・バッド』 - Good King Bad (1976年、CTI) ※1982年に『Cast Your Fate to the Wind』として再発
- 『ベンソン&ファレル』 - Benson & Farrell (1976年、CTI) ※with ジョー・ファレル
- 『ブリージン』 - Breezin' (1976年、Warner Bros.)
- 『イン・フライト』 - In Flight (1977年、Warner Bros.)
- 『インサイド・ユア・ラヴ』 - Livin' Inside Your Love (1979年、Warner Bros.)
- 『ギヴ・ミー・ザ・ナイト』 - Give Me the Night (1980年、Warner Bros.)
- 『ユア・アイズ』 - In Your Eyes (1983年、Warner Bros.)
- 『パシフィック・ファイアー』 - Pacific Fire (1983年、CTI) ※1975年録音
- 『アイ・ガット・ア・ウーマン』 - I Got a Woman and Some Blues (1984年、A&M) ※1969年録音
- 『20 / 20 (トゥエニイ・トゥエニイ)』 - 20/20 (1984年、Warner Bros.)
- 『ホワイル・ザ・シティ・スリープス…』 - While the City Sleeps... (1986年、Warner Bros.)
- 『コラボレーション』 - Collaboration (1987年、Warner Bros.) ※with アール・クルー
- 『トゥワイス・ザ・ラヴ』 - Twice the Love (1988年、Warner Bros.)
- 『テンダリー』 - Tenderly (1989年、Warner Bros.)
- 『ビッグ・ボス・バンド』 - Big Boss Band (1990年、Warner Bros.) ※with カウント・ベイシー・オーケストラ
- 『コーリング・ユー』 - Love Remembers (1993年、Warner Bros.)
- 『ザッツ・ライト』 - That's Right (1996年、GRP)
- 『スタンディング・トゥゲザー』 - Standing Together (1998年、GRP)
- 『アブソルート・ベンソン』 - Absolute Benson (2000年、GRP)
- 『イリプレイサブル』 - Irreplaceable (2003年、GRP)
- 『ギヴィン・イット・アップ』 - Givin' It Up (2006年、Concord) ※with アル・ジャロウ
- 『ソングス・アンド・ストーリーズ』 - Songs and Stories (2009年、Concord)
- 『ギター・マン』 - Guitar Man (2011年、Concord)
- 『キング・コールを歌う』 - Inspiration: A Tribute to Nat King Cole (2013年、Concord)
- Walking to New Orleans (2019年、Provogue)

### ライブ・アルバム
- 『サマータイム2001』 - In Concert-Carnegie Hall (1975年、CTI)
- 『メローなロスの週末 (ライヴ)』 - Weekend in L.A. (1978年、Warner Bros.) ※1977年録音
- 『ジャズ・オン・ナ・サンデイ・アフタヌーン VOL.1』 - Jazz on a Sunday Afternoon Vol. I (1981年、Accord) ※1973年録音
- 『ジャズ・オン・ナ・サンデイ・アフタヌーン VOL.2』 - Jazz on a Sunday Afternoon Vol. II (1981年、Accord) ※1973年録音
- Jazz on a Sunday Afternoon Vol. III (1982年、Accord) ※1973年録音
- 'Round Midnight (1989年、Jazz Door) ※with マッコイ・タイナー
- Best of George Benson Live (2005年、GRP) ※2000年録音
- Live from Montreux (2007年、IMC) ※1986年録音
- Weekend In London (2020年、Provogue) ※2019年録音

## 顕彰

### グラミー賞
| タイトル                   | 年度 | 部門                                         |  |
| -------------------------- | ---- | -------------------------------------------- |  |
| "This Masquerade"          | 1976 | Record of the Year                           |  |
| "Breezin'"                 | 1976 | Best Pop Instrumental Performance            |  |
| "Theme from Good King Bad" | 1976 | Best Rhythm & Blues Instrumental Performance |  |
| "On Broadway"              | 1978 | Best R&B Vocal Performance, Male             |  |
| "Give Me the Night"        | 1980 | Best R&B Vocal Performance, Male             |  |
| "Off Broadway"             | 1980 | Best R&B Instrumental Performance            |  |
| "Moody's Mood"             | 1980 | Best Jazz Vocal Performance                  |  |
| "Being with You"           | 1983 | Best Pop Instrumental Performance            |  |

## 日本公演
- 1977年
  - 4月7日：東京都・中野サンプラザ
  - 4月13日：神奈川県立県民ホール
  - 4月14 - 15日：中野サンプラザ
- 1988年
  - 5月15日：東京都・東京厚生年金会館 ※ジョージ・ベンソン&アール・クルー
- 2016年
  - 9月15日：北海道札幌市・ニトリ文化ホール
  - 9月17日：神奈川県横浜市・横浜赤レンガ野外特設ステージ ※Blue Note JAZZ FESTIVAL in JAPAN 2016
  - 9月19日：大阪府・Zepp Namba[7]

## 書籍/自伝
- 『ジョージ・ベンソン自伝』 アラン・ゴールドシャー共著（原書は2014年に出版）

野口結加訳、論創社、2024年。ISBN 978-4846023478